# Procepon horridulum
Procepon horridulum är en kräftdjursart som beskrevs av Clements Robert Markham1985. Procepon horridulum ingår i släktet Procepon och familjen Bopyridae. Inga underarter finns listade i Catalogue of Life.